# 多慶屋
多慶屋（たけや）は、東京都台東区台東四丁目にある総合ディスカウントストア。家電製品、パソコン、衣料品、時計宝飾、食品、酒、日用雑貨、スポーツ用品、医薬品、家具、化粧品、文房具等あらゆる商品を取り扱っている。

## 概要
春日通りと昭和通りが交差する仲御徒町交差点の一角にのみ、一時期は8つの館（本館（A棟、B棟）、家具館、家具館別館、4号館 商品引換所、5号館 立体駐車場、レディース館、8号館、インテリア・雑貨館）と店舗が分かれていたが、建替え等で2023年現在はTAKEYA1・TAKEYA3の2館体制となっている。
多慶屋の現在の特徴として、店舗の色が紫色に統一されていることが挙げられる。コーポレートカラーが紫色の理由は諸説あり、創業時にコーポレートカラーが紫色の企業が他になく珍しいので選んだ、僧侶の袈裟の色をイメージした、などといわれている。このことが功を奏し、紫色のビル群は遠くからでも一目で確認できる。
多慶屋という商号は、創業者の竹谷（たけたに）の名字を「たけや」と読み、多くの人に慶びを与えたいという願いから付けられたといわれる。

## 沿革
戦後に質屋として開業。その後古物商として、質流れ品やおつとめ品など取り扱っていた。
1960年代になると貴金属や置物を中心に釣り道具、電化製品、ペット用品など新品の物が割り引いて売られるようになる。
1990年代になり、隣接していた同業他社「ゼア」の金色のビルを購入、本館A棟として整備し、1階の食料品を中心に店舗を広げ衣類等を増やしたことでスーパーマーケット的な店構えとなった。その後も次々に近隣の建物を買収し医薬品、酒、文具のコーナー等を増設、あらゆる物を扱う総合ディスカウントストアーとなる。ただし、かつて力を入れていた釣り道具、楽器は取り扱いを止めている。なお、ゼアで扱っていた鉄道模型売場は多慶屋に引き継がれず、裏手の小店舗に移転している。
2014年現在の集客力があるのは、医薬品、生活用品、ドッグフードなど。
生鮮野菜を扱うようになってからは食品を買いに来る中高年層が激増している。その反面、かつては家電製品や精密機器、雑貨、家具を遠方より買い求めに訪れる客が多かったが、大型ディスカウント店の増加に伴い若者の需要が減ってきている。
2025年現在、外国人客応対のために店内アナウンスを英語・中国語・韓国語で行うとともに、現地語を話せる店員を配置している売り場もある。

### 店舗展開
- 1947年 現在地に開店（現 本館B棟）
- 1951年 株式会社多慶屋商店設立
- 1972年 2号館（現 家具館別館）開設
- 1975年 株式会社多慶屋に改称
- 1982年 本館B棟増設
- 1984年 4号館 開設
- 1985年 5号館駐車場開設
- 1987年 6号館開設。3号館（現 家具館）開設
- 1988年 物流センター開設
- 1994年 7号館開設
- 1996年 レディス館開設
- 1997年 大型専用駐車場開設。本館A棟開設
- 1999年 8号館開設
- 2003年 リフォーム事業開始。リサイクル&アウトレットショップ開始
- 2005年 インテリア・雑貨館開設
- 2006年10月1日 タケヤメンバーズカード導入
- 2014年4月25日 多慶屋SELECT上野店オープン
- 2017年
  - 8月 7号館閉鎖
  - 10月 本部ビル閉鎖
- 2018年4月1日 5号館駐車場閉鎖
- 2019年4月14日 多慶屋SELECT上野店閉店
- 2020年 家具館、家具館別館、8号館閉館レディス館をTAKEYA3へ、インテリア・雑貨館をTAKEYA4へ名称変更
- 2022年
  - 11月15日 本館A棟を建替えのため閉鎖
  - 11月16日 TAKEYA1開店
- 2023年
  - 1月7日 本館B棟を建替えのため閉鎖
  - 7月27日 TAKEYA4を閉鎖

## 特徴
広告
以前は創業者の意向で口コミのみだったが、2014年現在は折り込み広告も出している。大江戸線が開通した際には、カラー全面広告を配したこともある。
包装紙
昔はお客への配慮として松坂屋と同じバラの模様の包み紙でThank Youという文字だけ印刷した物を使っていた。昭和時代にはディスカウントで買う事に対して抵抗的な風潮もあったためだったが、現在は多慶屋の紫色のマークを中央に据えたレジ袋のみを使用している。また、2010年7月に取扱い商品のイメージイラストやTAKEYAのアルファベット文字を組み替えて、複数建物を表現した多慶屋オリジナル紙袋を導入。買物した客による波及効果を図っている。
サービス
デパートと同じ接客応対をしている。ただし、食料品売り場では店員が袋詰めしてくれるレジと、客自身が袋に入れるセルフサービスレジの2種類がある。
サービスカウンターでは、代金支払い済みの品物を台東区と文京区の全域、加えて千代田区と中央区の台東区寄りの地域を対象に480円で配達を承っている。それ以外のエリアにおいてはヤマト運輸の宅急便にて容量に合わせ実費で届けてくれるが、生鮮食料品は配達対象外である。

## 交通アクセス
- 御徒町駅徒歩2分
- 仲御徒町駅徒歩1分
- 上野御徒町駅徒歩3分
- 上野広小路駅・新御徒町駅徒歩5分